# Сігурд Евенсму
Сігур Евенсму (норв. Sigurd Evensmo; 14 лютого 1912 року, Гамар — 17 жовтня 1978 року, Осло — норвезький прозаїк, драматург, сценарист, журналіст, критик і публіцист.

## Біографія
Сігур Евенсму народився 14 лютого 1912 року в родині залізничного службовця. Навчався в університеті міста Осло.
Співпрацював зі студентським соціал-демократичним, а пізніше, комуністичним рухом Норвегії. Був активістом молодіжного крила Норвезької робочої партії. Від 1930 року працював журналістом, співпрацюючи з низкою газет і журналів для робочого класу, зокрема, «Arbeiderbladet» і «Fremtiden». На початок Другої світової війни став переконаним антифашистом і демократом. Під час окупації Норвегії військами гітлерівців брав участь у Русі Опори, видавав газету «Bulletin»(«Бюлетень»). 1942 року заарештований і 22 місяці провів у концтаборі.
Після закінчення війни займався літературною творчістю і журналістикою. У 1953—1959 рр. був видавцем і головним редактором газети «Orientaring». З 1952 по 1975 рр. працював державним цензором кінематографії.

## Творчість
Сігур Евенсму написав низку прозаїчних і драматичних творів, сценаріїв фільмів, статей в області кінокритики тощо. 1934 р. написав першу п'єсу «Конфлікт» («Konflikt»). 1945 року написав роман «Утікачі» («Englandsfarere») за враженнями другої світової війни, який є одним з кращих норвезьких романів про Рух Опору, про участь у ньому людей різних соціальних груп. Він автор реалістичної трилогії «Межа» («Grenseland», 1947), «Кажани» («Flaggermusene», 1949), «Додому» («Hjemover», 1951). Ця — своєрідна соціальна історія Норвегії 1930-1940-х рр. на тлі міжнародних подій, була відмічена премією Асоціації норвезьких критиків. Пізніше за трилогією зняли телесеріал.
Евенсму написав перший норвезький науково-фантастичний антивоєнний роман «Загадка нульового року» («Gåten fra år null», 1957), в якому створена картина Землі після атомної катастрофи. У сценарії «Африканці» («Afrikaneren», 1965) виступив виступив проти расової дискримінації. У 1967 році письменник опублікував книгу «Норвезьке кіно за 70 років» («Det store tivoli. Film og kino i Norge gjennom 70 år») — першу в Норвегії історію національної кінематографії.
Спільно з А. Брінхманном опублікував книгу «Норвезькі письменники під час війни і миру» («Norske forfattere i krig og fred», 1968).

## Вибрані твори

### Проза
- 1945 Englandsfarere, novel
- 1946 Oppbrudd etter midnatt, novel
- 1947 Grenseland, novel
- 1949 Flaggermusene, novel
- 1951 Hjemover, novel
- 1954 Glassveggen, collection of stories
- 1955 Trollspeilet: streiftokt i film
- 1956 Østenfor vest og vestenfor øst: Jugoslavia under Tito
- 1956 Gåten fra år null, novel
- 1962 Femten døgn med Gordona, novel
- 1964 Feider og finter
- 1966 Miraklet på Blindern, novel
- 1967 Det store tivoli: film og kino i Norge gjennom 70 år
- 1969 Vold i filmene: ett års kinoprogrammer i Norge og noen perspektiver
- 1970 Observasjoner, essay collection
- 1971 Den nakne sannheten: sex i filmene
- 1974 Gyldendal og gyldendøler
- 1976 Inn i din tid
- 1978 Ut i kulda

### Драми
- 1934 Konflikt
- 1952 Fredsprisen (радиоспектакль)
- 1981 Stengetid

## Нагороди
- 1951 — Премія Асоціації норвезьких критиків
- 1976 — літературна премія Gyldendals legat
- 1977 — номінація на Літературну премію Північної ради